# Prêmio TVyNovelas de melhor direção de cena
O Prêmio TVyNovelas de melhor direção de cena é um dos prêmios oferecidos durante a realização do Prêmio TVyNovelas, destinado à melhor direção de cena da televisão mexicana.

## Premiados e indicados
| Ano  | Vencedor                                            | Telenovela                   |
| ---- | --------------------------------------------------- | ---------------------------- |
| 1985 | Raúl Araiza                                         | La traición                  |
| 1986 | José Rendón                                         | De pura sangre/Tú o nadie    |
| 1988 | Raúl Araiza                                         | Senda de gloria              |
| 1990 | Jorge Fons                                          | La casa al final de la calle |
| 1991 | Miguel Córcega                                      | Cuando llega el amor         |
| 1992 | Luis Vélez                                          | Cadenas de amargura          |
| 1993 | Mónica Miguel                                       | De frente al sol             |
| 1995 | Gonzalo Martínez/Jorge Fons                         | El vuelo del águila          |
| 1996 | Miguel Córcega/Mónica Miguel                        | Lazos de amor                |
| 1997 | Benjamín Cann/Claudio Reyes Rubio                   | Cañaveral de pasiones        |
| 1998 | Miguel Córcega                                      | Te sigo amando               |
| 1999 | Miguel Córcega/Mónica Miguel                        | El privilegio de amar        |
| 2001 | Miguel Córcega                                      | Abrázame muy fuerte          |
| 2002 | Mónica Miguel                                       | El manantial                 |
| 2003 | Benjamín Cann                                       | La otra                      |
| 2006 | Eric Morales/Jorge Edgar Ramírez                    | La madrasta                  |
| 2007 | Salvador Garcini/Rodrigo Zaunbos                    | La fea más bella             |
| 2008 | Miguel Córcega/Víctor Rodríguez/Ricardo de la Parra | Destilando amor              |
| 2009 | Eric Morales/Xavier Romero                          | Alma de hierro               |
| 2010 | Mónica Miguel/Karina Duprez                         | Sortilégio                   |
| 2013 | Benjamín Cann/Rodrigo Zaunbos                       | Por ella soy Eva             |
| 2014 | Benjamín Cann/Rodrigo Zaunbos                       | Mentir para vivir            |
| 2015 | Luís Velez/Xavier Romero/Eric Morales               | Yo no creo en los hombres    |
| 2016 | Lili Garza/Fernando Nesme                           | A que no me dejas            |